# Scorzonera laciniata
La scorzonera sbrindellata (nome scientifico Scorzonera laciniata L., 1753) è una specie di pianta angiosperma dicotiledone della famiglia delle Asteraceae.

## Etimologia
Il nome del genere (Scorzonera) ha una etimologia incerta; potrebbe derivare da più radici quali "scorzon" in francese antico, "Scorsone" in italiano e "escorzonera" in spagnolo, il cui significato è "scorza nera"; ma anche "vipera", forse dall'uso delle sue radici come antidoto al morso dei serpenti.. L'epiteto specifico (laciniata = strappata, tagliata, frangiata) fa probabilmente riferimento alle foglie simili a sottili lacinie.
Il binomio scientifico di questa pianta è stato proposto da Carl von Linné (1707 – 1778) biologo e scrittore svedese, considerato il padre della moderna classificazione scientifica degli organismi viventi, nella pubblicazione "Species Plantarum" (Sp. Pl. 2: 791 ) del 1753.

## Descrizione

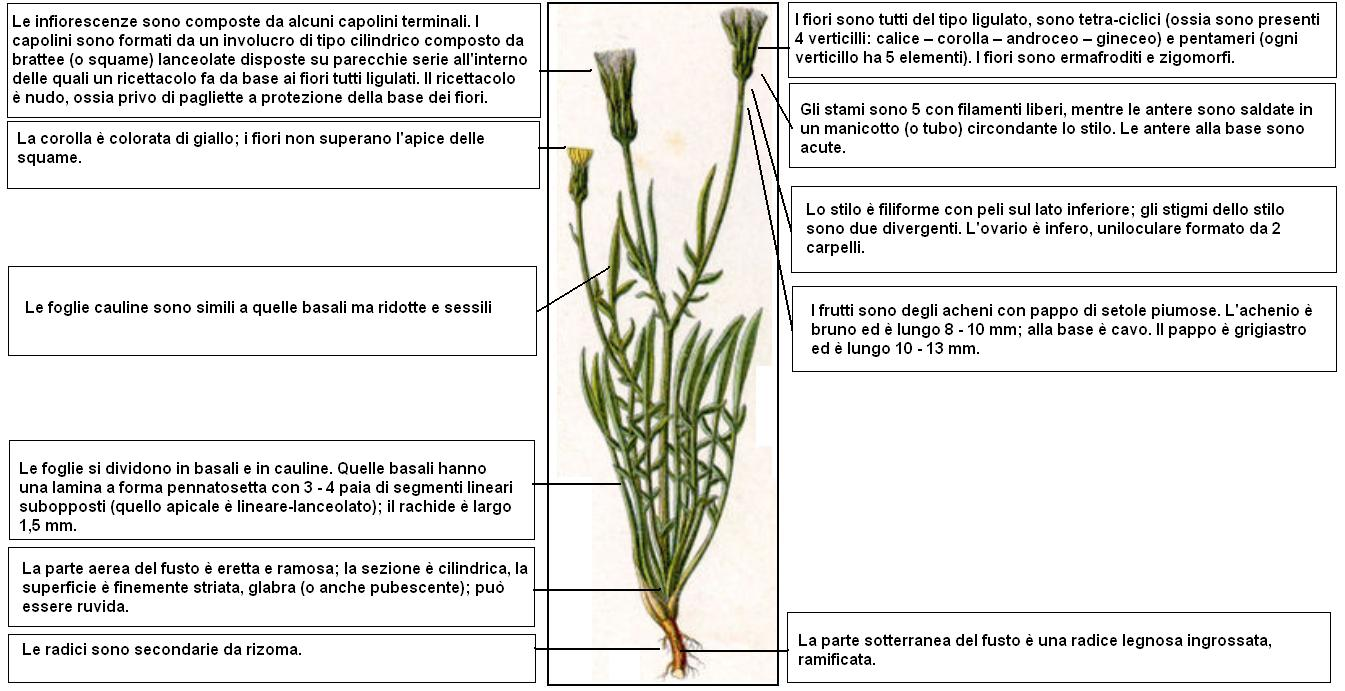
Descrizione delle parti della pianta

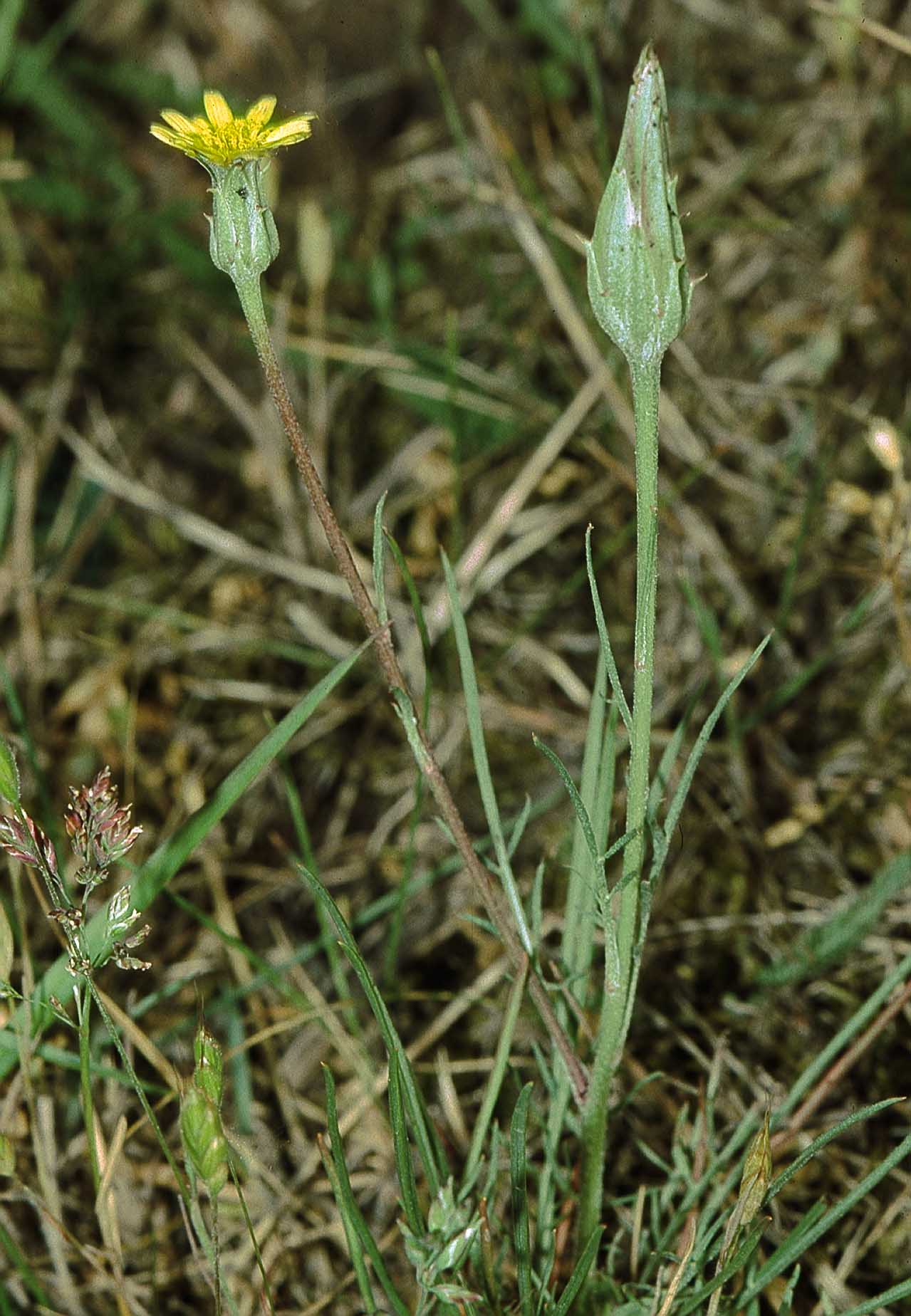
Il portamento

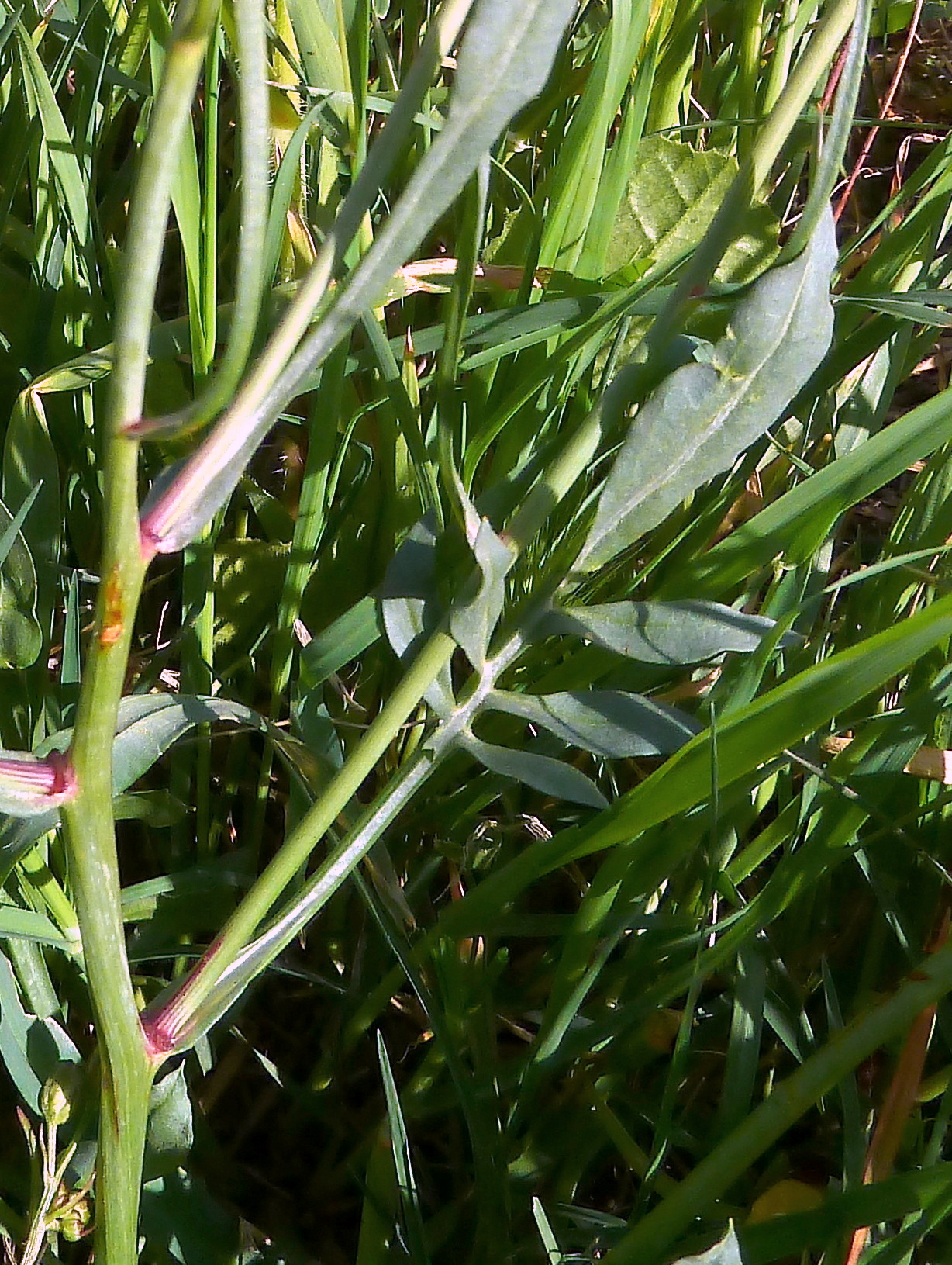
Le foglie

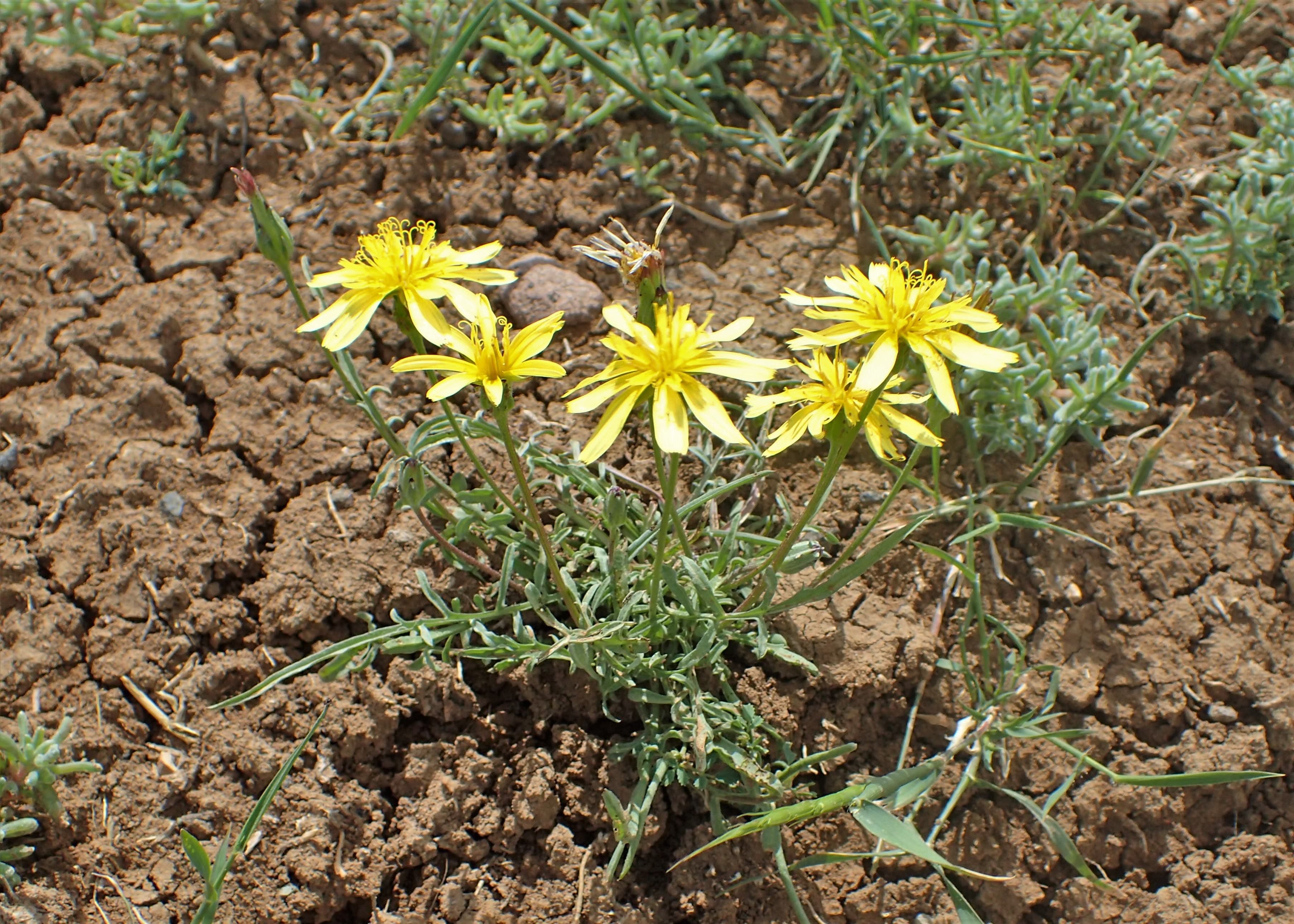
Infiorescenza

Habitus. La forma biologica è emicriptofita bienne (H bienn), ossia sono piante con ciclo di vita biennale (o annuale) e con rosetta basale e gemme svernanti al livello del suolo e protette dalla lettiera o dalla neve, spesso sono dotate di un asse fiorale eretto e privo di foglie. La forma biologica può essere anche terofita scaposa (T scap), ossia piante erbacee che differiscono dalle altre forme biologiche poiché, essendo annuali, superano la stagione avversa sotto forma di seme e sono munite di asse fiorale eretto e spesso privo di foglie.
Fusto. 
- Parte ipogea: la parte sotterranea è una radice legnosa ingrossata, ramificata. Le radici sono secondarie da rizoma.
- Parte epigea: la parte aerea del fusto è eretta e ramosa; la sezione è cilindrica, la superficie è finemente striata, glabra (o anche pubescente); può essere ruvida. L'altezza di queste piante varia da 1 a 5 dm.

Foglie. Le foglie si dividono in basali e in cauline. Quelle basali, ragnatelose, hanno una lamina a forma pennatosetta con 3 - 4 paia di segmenti lineari subopposti (quello apicale è lineare-lanceolato); il rachide è largo 1,5 mm. Le foglie cauline sono simili ma ridotte e sessili. Lunghezza delle foglie basali: 6 – 8 cm. Dimensione dei segmenti delle foglie inferiori: larghezza 1 mm; lunghezza 10 mm.
Infiorescenza. Le infiorescenze sono composte da alcuni capolino terminali. I capolini sono formati da un involucro di tipo cilindrico composto da diverse brattee (o squame) disposte su parecchie serie all'interno delle quali un ricettacolo fa da base ai fiori tutti ligulati. Le brattee con forme lanceolate spesso all'apice hanno una punta eretta. Il ricettacolo è nudo, ossia privo di pagliette a protezione della base dei fiori. Diametro dei capolini: 1,5 - 2,5 cm. Dimensioni dell'involucro: larghezza 8 mm; lunghezza 15 mm. Alla fruttificazione l'involucro si allunga fino a 4 cm.
Fiori. I fiori sono tutti del tipo ligulato (il tipo tubuloso, i fiori del disco, presente nella maggioranza delle Asteraceae, qui è assente), sono tetra-ciclici (ossia sono presenti 4 verticilli: calice – corolla – androceo – gineceo) e pentameri (ogni verticillo ha 5 elementi). I fiori sono ermafroditi e zigomorfi.
- Formula fiorale:

*/x K {\displaystyle \infty }, [C (5), A (5)], G 2 (infero), achenio
- Calice: i sepali del calice sono ridotti ad una coroncina di squame.
- Corolla: le corolle sono formate da una ligula terminante con 5 denti; le ligule sono colorate di giallo (spesso sono rossastre nella parte inferiore); i fiori non superano (o superano di poco) l'apice delle squame dell'involucro. Dimensione delle ligule: larghezza 2 mm; lunghezza 12 mm.
- Androceo: gli stami sono 5 con filamenti liberi, mentre le antere sono saldate in un manicotto (o tubo) circondante lo stilo.[14] Le antere alla base sono acute. Il polline è tricolporato (con due lacune), è echinato (con punte) e anche "lophato" (la parte più esterna dell'esina è sollevata a forma di creste e depressioni).[15]
- Gineceo: lo stilo è filiforme con peli sul lato inferiore; gli stigmi dello stilo sono due divergenti, filiformi, ricurvi con la superficie stigmatica posizionata internamente (vicino alla base).[16] L'ovario è infero uniloculare formato da 2 carpelli.
- Fioritura: da maggio a luglio.

Frutti. I frutti sono degli acheni con pappo formato da setole piumose. L'achenio è bruno ed è lungo 8 – 10 mm; alla base è cavo. Il pappo è grigiastro ed è lungo 10 – 13 mm.

## Biologia
- Impollinazione: l'impollinazione avviene tramite insetti (impollinazione entomogama tramite farfalle diurne e notturne).
- Riproduzione: la fecondazione avviene fondamentalmente tramite l'impollinazione dei fiori (vedi sopra).
- Dispersione: i semi (gli acheni) cadendo a terra sono successivamente dispersi soprattutto da insetti tipo formiche (disseminazione mirmecoria). In questo tipo di piante avviene anche un altro tipo di dispersione: zoocoria. Infatti gli uncini delle brattee dell'involucro si agganciano ai peli degli animali di passaggio disperdendo così anche su lunghe distanze i semi della pianta.

## Distribuzione e habitat
Le piante di questo gruppo in Italia sono distribuite più o meno in tutto il territorio. Fuori dall'Italia si trovano in Europa meridionale, Caucaso, Anatolia, Asia occidentale e Africa settentrionale.

## Tassonomia
La famiglia di appartenenza di questa voce (Asteraceae o Compositae, nomen conservandum) probabilmente originaria del Sud America, è la più numerosa del mondo vegetale, comprende oltre 23.000 specie distribuite su 1.535 generi, oppure 22.750 specie e 1.530 generi secondo altre fonti (una delle checklist più aggiornata elenca fino a 1.679 generi). La famiglia attualmente (2021) è divisa in 16 sottofamiglie.

### Filogenesi
Il genere di questa voce appartiene alla sottotribù Scorzonerinae della tribù Cichorieae (unica tribù della sottofamiglia Cichorioideae). In base ai dati filogenetici la sottofamiglia Cichorioideae è il terz'ultimo gruppo che si è separato dal nucleo delle Asteraceae (gli ultimi due sono Corymbioideae e Asteroideae). La sottotribù Scorzonerinae è il secondo clade che si è separato dalla tribù.
Con gli ultimi studi filogenetici da questo genere (Scorzonera) sono stati scorporati diverse sezioni (Takhtajaniantha, Lipschitzia,  Ramaliella, Epilasia e altre ancora trasformate in generi autonomi). Da questa operazione Scorzonera è risultato un genere monofiletico con quattro cladi maggiori e poche specie isolate. La specie S. laciniata appartiene al "Podospermum clade", individuato dai seguenti caratteri: l'habitus è erbaceo aromatico; le foglie sono pennate; le brattee esterne dell'involucro hanno un corno apicale; il carpoforo è presente; l'epidermide degli acheni è glabra. In Italia di questo clade fa parte anche la specie S. cana.
Il numero cromosomico di S. laciniatum è: 2n = 14..
Nella "Flora d'Italia" di Sandro Pignatti questa specie è indicata come Podospermum laciniatum (L.) DC..

### Variabilità
Scorzonera laciniata è una specie variabile. La variabilità si manifesta nel portamento che può essere prostrato. Alcuni botanici nel passato hanno indicato questa varietà come Podospermum tenorii (o tenorei) (Presl.) DC. oppure come una varietà della specie principale (var. humilis Ten.), ma attualmente questi nominativi sono considerati sinonimi della specie di questa voce.
Per questa specie sono riconosciute due sottospecie qui sotto descritte:

#### Sottospecielaciniata

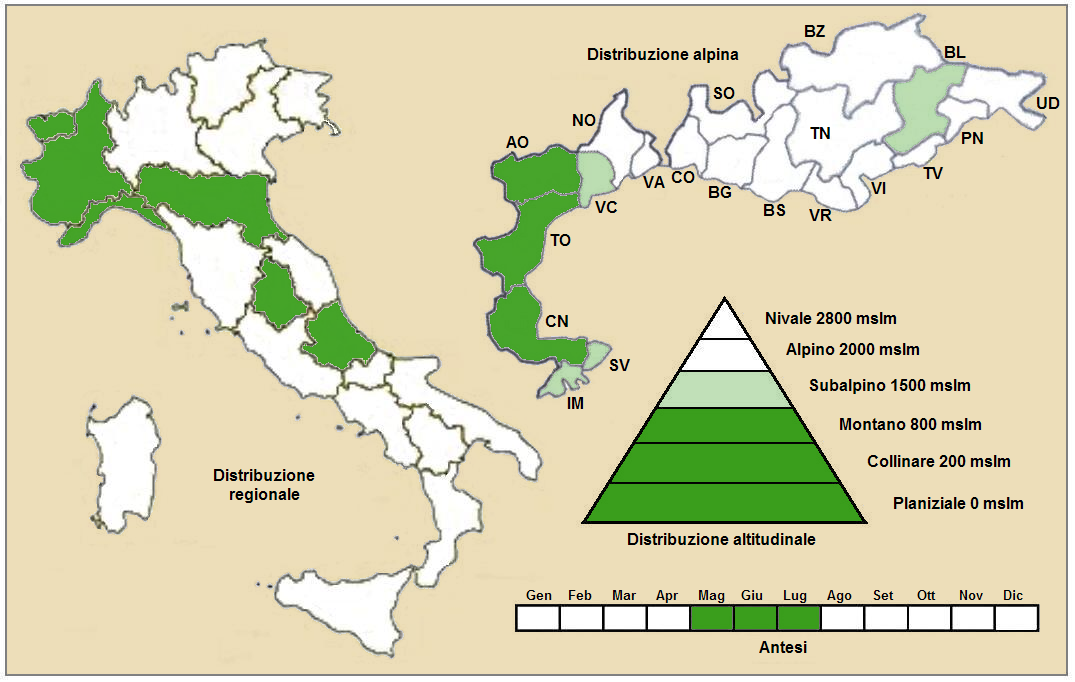
Distribuzione della pianta
(Distribuzione regionale – Distribuzione alpina)

- Nome scientifico: Scorzonera laciniata L. subsp. laciniata'.[26]
- Descrizione: è la specie principale ed è descritta nella parte iniziale di questa voce; è comunque caratterizzata da foglie con lacinie lineari, quella terminale ha delle forme da lineari a lineari-lanceolate.
- Geoelemento: il tipo corologico (area di origine) è Paleotemperato - Mediterraneo.
- Distribuzione: in Italia è presente in modo discontinuo al nord e al centro (ed è una pianta comune). Oltre confine nelle Alpi si trova in Francia (dipartimenti di Alpes-Maritimes e Savoia) e in Svizzera (cantone Vallese). Sugli altri rilievi europei si trova nel Massiccio Centrale e nei Pirenei.[25]
- Habitat: l'habitat tipico per questa sottospecie sono gli incolti, le vigne, i pendii aridi; ma anche gli ambienti ruderali, le praterie rase, i prati e i pascoli aridi dal piano collinare a quello subalpino. Il substrato preferito è calcareo ma anche calcareo/siliceo con pH basico, medi valori nutrizionali del terreno che deve essere secco.[25]
- Distribuzione altitudinale: sui rilievi queste piante si possono trovare fino a 1.900 m s.l.m.; frequentano quindi i seguenti piani vegetazionali: collinare, montano, e in parte quello subalpino (oltre a quello planiziale – a livello del mare).
- Fitosociologia:

dal punto di vista fitosociologico alpino Scorzonera laciniata appartiene alla seguente comunità vegetale:
Formazione: delle comunità a emicriptofite e camefite delle praterie rase magre secche;
Classe: Lygeo-Stipetea;
per l'areale completo italiano questa sottospecie appartiene alla seguente comunità vegetale:
Macrotipologia: vegetazione erbacea sinantropica, ruderale e megaforbieti;
Classe: Artemisietea vulgaris  Lohmeyer, Preising & Tüxen ex Von Rochow, 1951;
Ordine: Podospermo laciniati-elytrigetalia athericae Biondi, Allegrezza & Pesaresi in Biondi, Allegrezza, Casavecchia, Galdenzi, Gasparri, Pesaresi, Vagge & Blasi, 2014
Alleanza: Podospermo laciniati-elytrigion athericae Pirone, 1995;
descrizione: l'alleanza Podospermo laciniati-elytrigion athericae appartiene alle comunità pioniere emicriptofitiche, camefitiche e alofile delle aree argillose spesso affette da processi di erosione rapida dei suoli. Questa comunità è distribuita prevalentemente nella variante submediterranea del macrobioclima temperato e si estende dai calanchi e biancane dell'Italia centro-settentrionale fino al Molise.
- Il numero cromosomico di S. laciniata subsp. laciniata è: 2n = 14.[11]

#### Sottospeciedecumbens

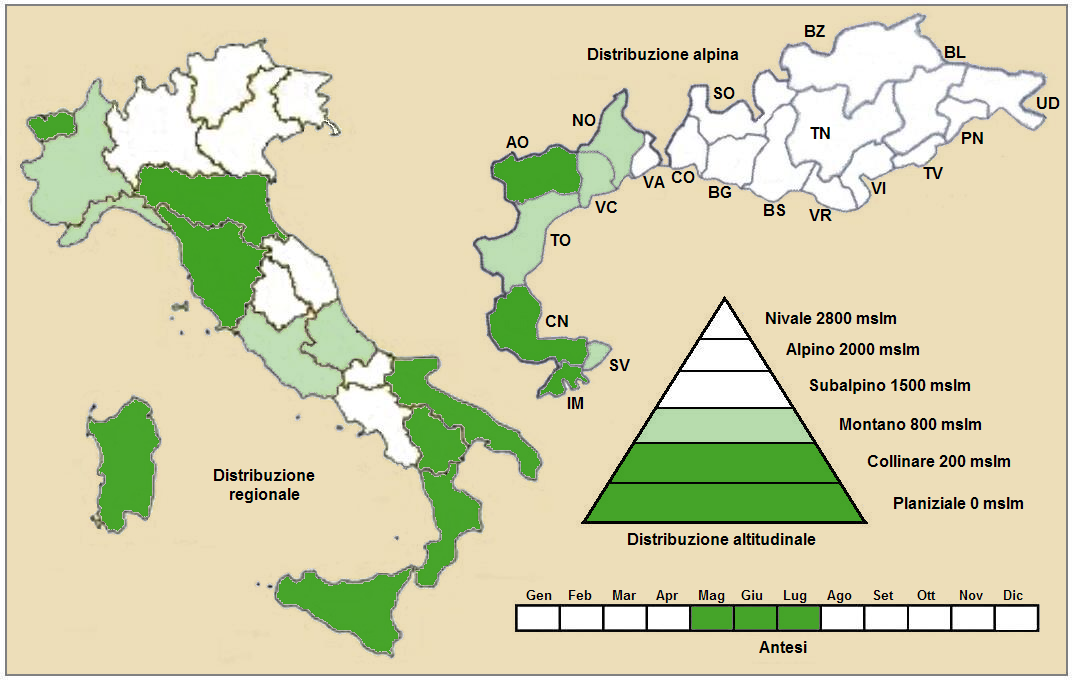
Distribuzione della pianta
(Distribuzione regionale – Distribuzione alpina)

- Nome scientifico: Scorzonera laciniata L. subsp. decumbens (Guss.) Greuter, 2003.[30]
- Basionimo: Scorzonera calcitrapifolia Vahl..
- Nome comune: scorzonera con foglie di reseda.[22]
- Descrizione: (altezza della pianta: 1 - 4 dm) la lamina delle foglie è del tipo pennatosetta con segmenti laterali a forma ellittico-lanceolati e larghi 2 – 4 mm e lunghi 4 – 7 mm e un segmento apicale lanceolato largo 4 – 8 mm e lungo 5 – 12 mm.
- Geoelemento: il tipo corologico (area di origine) è Euri-Mediterraneo - Ovest Asiatico.
- Distribuzione: in Italia è presente in modo discontinuo su tutto il territorio; oltre confine si trova nella Francia alpina (dipartimento di Alpes-de-Haute-Provence);[29]  questa pianta si trova (oltre all'Europa) anche in Africa occidentale mediterranea e nel Vicino Oriente fino in India; è presente anche in altre aree (America del Nord, Argentina e Australia), ma è considerata specie naturalizzata.[31]
- habitat: l'habitat tipico per questa sottospecie sono le vigne, i bordi delle colture e le aree ruderali. Il substrato preferito è calcareo con pH basico, medi valori nutrizionali del terreno che deve essere secco;[29]
- Distribuzione altitudinale: sui rilievi queste piante si possono trovare fino a 1000 m s.l.m.; frequentano quindi i seguenti piani vegetazionali: collinare e montano (oltre a quello planiziale – a livello del mare).
- Fitosociologia:

dal punto di vista fitosociologico alpino Scorzonera laciniata appartiene alla seguente comunità vegetale:
Formazione: delle comunità terofiche pioniere nitrofile;
Classe: Stellarienea mediae.

### Sinonimi
Questa entità ha avuto nel tempo diverse nomenclature. L'elenco seguente indica alcuni tra i sinonimi più frequenti:
- Arachnospermum laciniatum (L.) F.W.Schmidt
- Podospermum laciniatum  (L.) DC.

Sinonimi per la sottospecie laciniata
- Hieracium podospermum  E.H.L.Krause
- Podospermum angustissimum  Schur
- Podospermum buxbaumii  K.Koch
- Podospermum coronipifolium  Sch.Bip. ex Webb & Berthel.
- Podospermum heterophyllum  K.Koch
- Podospermum muricatum  DC.
- Podospermum octangulare  (Willd.) DC.
- Podospermum salinum  Schur
- Podospermum subulatum  DC.
- Podospermum tenorei  DC.
- Podospermum tenuifolium  Hoffmanns. & Link
- Podospermum willkommii  Sch.Bip. ex Willk.
- Rhabdotheca resedifolia  Pomel
- Scorzonera calvescens  DC.
- Scorzonera hoffmanseggiana  P.Silva
- Scorzonera intermedia  Guss.
- Scorzonera laciniata f. decumbens  (Guss.) O.Bolòs & Vigo
- Scorzonera laciniata f. latifolia  (Gren. & Godr.) O.Bolòs & Vigo
- Scorzonera laciniata var. subintegrifolia  Lipsch.
- Scorzonera laciniata f. subulata  (Lam.) O.Bolòs & Vigo
- Scorzonera laciniata var. subulata  (DC.) C.Díaz & Blanca
- Scorzonera messeniaca  Bory & Chaub.
- Scorzonera muricata  Balb.
- Scorzonera octangularis  Willd.
- Scorzonera paucifida  Lam.
- Scorzonera petiolaris  Lapeyr.
- Scorzonera subulata  Lam.
- Scorzonera tenorei  C.Presl

Sinonimi per la sottospecie decumbens
- Podospermum calcitrapifolium  (Vahl) DC.
- Podospermum decumbens  (Guss.) Gren. & Godr.
- Podospermum laciniatum subsp. decumbens  (Guss.) Gemeinholzer & Greuter
- Podospermum laciniatum var. decumbens  (Guss.) C.Díaz & Blanca
- Podospermum messeniacum  Steud.
- Podospermum resedifolium  Sch.Bip.
- Podospermum resedifolium  DC.
- Scorzonera calcitrapifolia  Vahl
- Scorzonera calcitrapifolia var. decumbens  Guss.
- Scorzonera decumbens  (Guss.) Guss.
- Scorzonera plurifida  Lam.
- Scorzonera resedifolia  Retz.

## Altre notizie
La scorzonera sbrindellata in altre lingue è chiamata nei seguenti modi:
- (DE)  Schlitzblättrige Schwarzwurzel
- (FR)  Scorzonère laciniata
- (EN)  Mediterranean Serpent-root